# Johannes de Doperkerk (Kaatsheuvel)
De Sint-Johannes de Doperkerk is een rooms-katholieke kerk in Kaatsheuvel. De architect is Cornelis van Hoof. In 1909 is begonnen met de bouw en in 1912 is de kerk ingewijd. Het is een neogotische kruisbasiliek met dubbeltorenfront en een dubbelingangsportaal met wimberg. De torens zijn ongeveer 59 meter hoog en worden bekroond door naaldspitsen. De kerk heeft een rond gesloten koor net als de transepten. Het interieur van de kerk wordt gedekt door een geel stergewelf. In de kerk zijn ook gebrandschilderde ramen. De kerk heeft een houten triomfkruisbeeld daterend uit 1750. De kruiswegstaties in de zijbeuken zijn uit 1890. De kerk is in 2009 gerestaureerd en wordt tot op heden gebruikt door de parochie Kaatsheuvel.
Op het plein voor de kerk werd in 1921 een Heilig Hartbeeld van Jan Custers geplaatst.

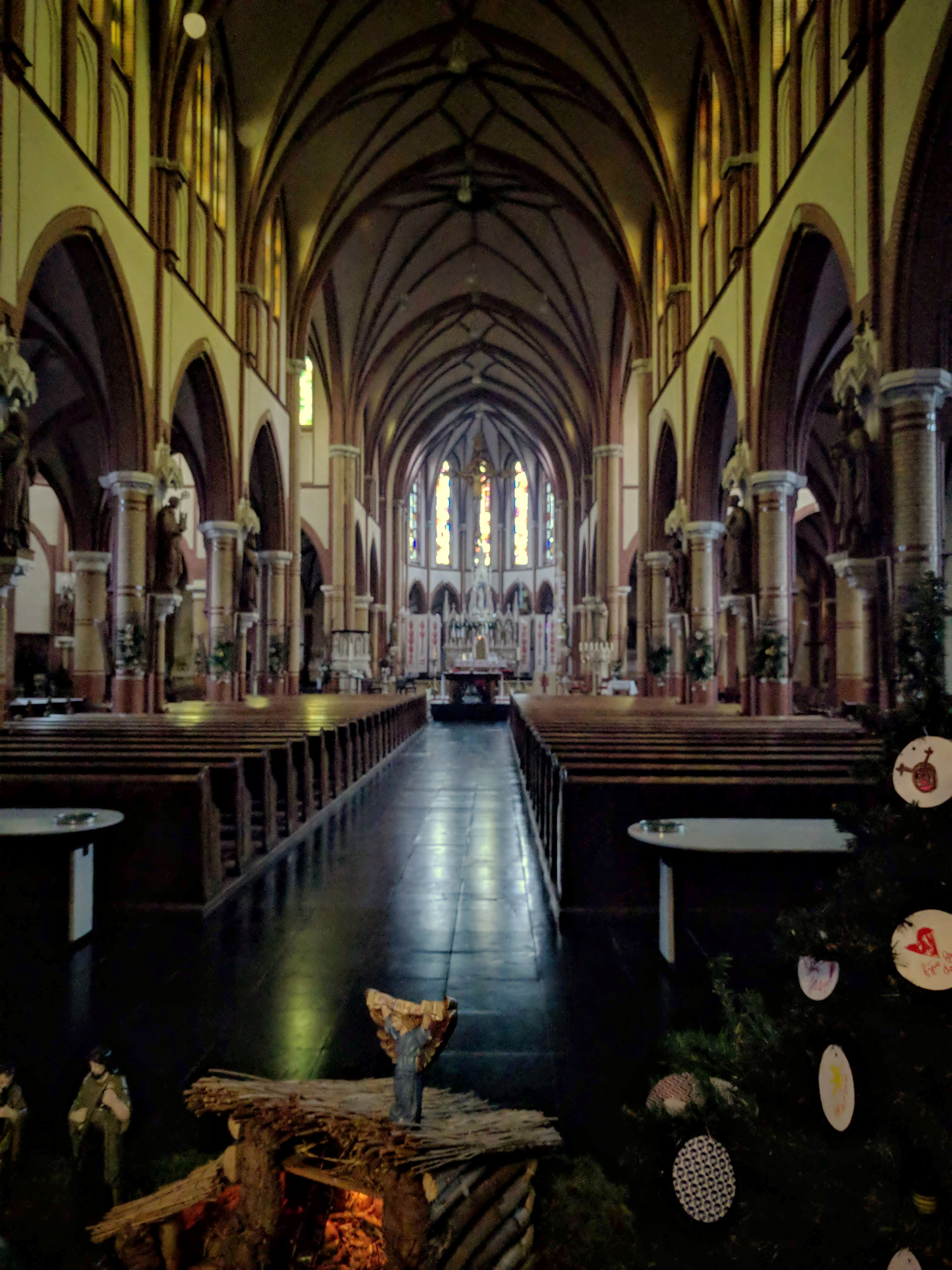